# Álvaro Rodríguez de Sarria
Álvaro Rodríguez de Sarria —llamado Alvarus Roderici Galletiae en la documentación coetánea— (fl. 1129 - c. 20 de enero de 1167), fue conde de Galicia, ricohombre de Alfonso VII de León y su hijo Fernando, noble y tenente de Lemos, Ribadeo, Suarón, Montenegro, Folgoso, Sarria, Limia y Monterroso.

## Entorno familiar
Era hijo de Rodrigo Vélaz, conde de Galicia, y de Urraca Álvarez, hija de Alvar Fáñez y Mayor Pérez. Tuvo por lo menos dos hermanas, Berenguela, la esposa del conde Gonzalo Fernández de Traba, y Elvira Rodríguez, casada con Nazareno Pérez. Según el medievalista Jaime de Salazar y Acha, también pudo tener como hermana a Aldonza, señora de Vizcaya por su matrimonio con el conde Lope Díaz I de Haro.

## Vida
En 1147 estuvo presente en la conquista de la ciudad de Almería, aunque la fuente anónima que así lo afirma, la Chronica Adefonsi Imperatoris, se equivoca al suponerlo hijo del toledano Rodrigo Fernández de Castro. Por lo demás, hay constancia de que asistió al sitio de Andújar, circunstancia en la cual aparece siendo testigo de una carta real el 17 de julio del mismo año.
Álvaro, que ostenta la dignidad condal desde el 13 de febrero de 1161, fue una de las personalidades más cercanas a Alfonso VII de León y su hijo Fernando, lo cual le valió de importantes mercedes regias. Tales son, por ejemplo, la concesión de la «villa herema qua vocatur Meira», en la actual provincia de Lugo, el 26 de agosto de 1151 desde el cerco de Jaén, así como las múltiples tenencias que ejerció en la tierra de Lemos, Ribadeo (1146), Suarón (1153), Montenegro (1155), Felgoso (o Folgoso), Sarria (1164-66), Limia (1165) y Monterroso.
En 1164 se llegó a un acuerdo con Pedro I, obispo de Mondoñedo, por el cual las iglesias gallegas de Piñeira, Vigo y Villasella, pertenecientes a la diócesis, fueron entregadas a Álvaro a cambio de algunas propiedades.
Su muerte debió haber tenido lugar poco antes del 20 de enero de 1167, cuando su esposa Sancha figura gobernando la tenencia de las tierras de Felgoso «defuncto viri suo comite Alvaro».

## Matrimonio y descendencia
Álvaro Rodríguez de Sarria contrajo matrimonio con Sancha Fernández, hija ilegítima del conde Fernando Pérez de Traba y de la condesa Teresa de León, hija de Alfonso VI. Sancha aparece con tres de sus hijos en un documento de 1170 del monasterio de Santa María de Sobrado:
1. Rodrigo Álvarez,[10][9] que fundó la Orden de Monte Gaudio.
2. Vermudo Álvarez,[10][9] que sucedió a su padre y hermano en la tenencia de la tierra de Lemos y fue mayordomo mayor de León en 1186 y 1188.
3. Teresa Álvarez,[10][9] que se casó con el conde Alfonso Ramírez Froilaz, hijo del célebre conde Ramiro Froilaz.
4. Sancha Álvarez,[10] esposa del conde Gonzalo Gómez con quien aparece frecuentemente en la documentación del monasterio de Santa María de Meira.